# Municipio de Nombre de Dios
El municipio de Nombre de Dios es un municipio situado en el estado de Durango, México. Según el censo de 2020, tiene una población de 19 060 habitantes.
Su cabecera es la localidad de Nombre de Dios, que tiene el estatus de pueblo mágico, otorgado por la Secretaría de Turismo (SECTUR) de México.

## Geografía
Está localizado en el sureste del territorio estatal. Tiene una extensión territorial de 1478.3 kilómetros cuadrados y está ubicado en las coordenadas 23°51'' de latitud norte y 104°15'' de longitud oeste. Su altitud media es de 1730 metros sobre el nivel del mar.
Limita al norte con los municipios de Durango y Poanas; al sur con Mezquital y Súchil; al oriente con Vicente Guerrero y Poanas y al poniente con Durango y Mezquital.

## Demografía
De acuerdo a los resultados del Censo de Población y Vivienda de 2020 realizado por el Instituto Nacional de Estadística y Geografía, la población total del municipio de Nombre de Dios asciende a 19 060 habitantes.
La densidad poblacional es de 12.9 habitantes por kilómetro cuadrado.

### Localidades
En el censo de 2020 el municipio de Nombre de Dios contaba con 54 localidades.
| Código INEGI      | Localidad                 | Población (2020) |
| ----------------- | ------------------------- | ---------------- |
| 100160001         | Nombre de Dios            | 5 953            |
| 100160052         | San José de la Parrilla   | 1 584            |
| 100160023         | General Francisco Murguía | 1 325            |
| 100160024         | Gabriel Hernández         | 1 170            |
| 100160059         | Santa Cruz de Guadalupe   | 1 071            |
| Otras localidades | Otras localidades         | 7 957            |
| Total municipal   | Total municipal           | 19 060           |

## Política

### Representación legislativa
Para la elección de diputados locales al Congreso de Durango y de diputados federales a la Cámara de Diputados federal, el municipio de Nombre de Dios se encuentra integrado en los siguientes distritos electorales:
Local:
- Distrito electoral local de 15 de Durango con cabecera en Nombre de Dios.[9]

Federal:
- Distrito electoral federal 3 de Durango con cabecera en Guadalupe Victoria.[10]